# Kurt Albrecht (Soldat)
Kurt Albrecht (* 4. Juni 1927 in Rodenbach; † 28. April 1945 in Osterholz-Scharmbeck) war ein deutscher fahnenflüchtiger Soldat im Zweiten Weltkrieg. Er ist einer der wenigen hingerichteten Deserteure der Wehrmacht, nach dem mehrere öffentliche Straßen und Plätze benannt wurden.

## Leben
Kurt Albrecht wuchs in einer Arbeiterfamilie in Rodenbach bei Kaiserslautern in der Pfalz als einziges Kind des Formers Richard Albrecht und der Hausfrau Anna (geb. Lettemann) auf. Nach einer kaufmännischen Lehre wurde er im Sommer 1944 im Alter von 17 Jahren zum Kriegsdienst eingezogen und diente als Matrose in der Marine. Zuletzt war er an der Front als Melder im Marine-Grenadier-Regiment 5 eingesetzt. Kurz vor Kriegsende setzte er sich bei Rotenburg von der Truppe ab. Mit dem Fahrrad unterwegs, wurde er festgenommen. Nach einem Fluchtversuch wieder aufgegriffen, gestand er bei seiner Vernehmung ein, dass er nach Hause habe fahren wollen.
„Der junge Marinesoldat war kein Widerstandskämpfer oder hatte politische Motive, die ihn zum Deserteur werden ließen.“ Er wollte einfach kein Soldat mehr sein und wünschte sich nichts sehnlicher, „als zu seinen Eltern in die Pfalz zurückzukehren.“ Nach einem Augenzeugenbericht trat das Feldgericht der 2. Marine-Infanterie-Division am 28. April 1945 in einem Privathaus in Buschhausen – einem Ortsteil von Osterholz-Scharmbeck – zusammen. Ihm gehörte der Marineoberstabsrichter Dr. Kurt Göller an. Zu diesem Zeitpunkt hatte die Rote Armee bereits den Stadtkern von Berlin erreicht und mit der von Süden heranrückenden Front hatten die britischen Truppen Bremen eingenommen. Zum Schutz vor dem zu erwartenden Artilleriebeschuss wurde die Bevölkerung in Osterholz-Scharmbeck aufgefordert, sich in Kellern und Bunkern aufzuhalten. Ein paar Tage später war der Krieg vorbei.
Das Feldgericht verurteilte Kurt Albrecht unter Aberkennung der Wehrfähigkeit und Verlust der Bürgerlichen Ehrenrechte zum Tode. Am Abend desselben Tages wurde er zum Schießplatz des Scharmbecker Schützenvereins geführt und standrechtlich erschossen. Wie es die Dienstvorschriften der Wehrmacht vorsahen, wurden die sterblichen Überreste am 1. Mai ohne militärische und religiöse Zeremonie auf dem Scharmbecker Friedhof beigesetzt.

## Nachlass

### Geschichtliche Aufarbeitung
Das Schicksal von Kurt Albrecht wurde erst durch die Projektarbeit von Schülern der Berufsbildenden Schulen Osterholz-Scharmbeck öffentlich bekannt. Der Geschichtsgrundkurs des 12. Jahrgangs der Fachgymnasien recherchierte 2005 den Fall und überzeugte den heimischen Stadtrat, eine öffentliche Straße, den fußläufigen Weg in Osterholz-Scharmbeck vom Bahnhof zum Schulgelände, nach Kurt Albrecht zu benennen.
Bei dem „n21-Wettbewerb www.internetatlanten.de 2005“ wurden die Schüler der BBS Osterholz-Scharmbeck für ihre Projektarbeit mit dem Sonderpreis ausgezeichnet.

### Gedenken an Kurt Albrecht
Im Heimatort kannten bis vor kurzem nur wenige die wahre Geschichte des zum Tode Verurteilten: Auf dem Grabstein, den seine Eltern nach der Umbettung von Osterholz-Scharmbeck an seinem Grab in Rodenbach aufstellen ließen, steht neben dem Todestag „gefallen“. Auch am Ehrenmal der Heimatgemeinde findet er sich als gestorbener Soldat namentlich aufgeführt.
Nach Kurt Albrecht wurde in Osterholz-Scharmbeck ein Weg benannt. Mitte November 2020 wurde dort auch eine Gedenktafel angebracht.
In seinem Heimatort Rodenbach erhielt der Kurt-Albrecht-Platz seinen Namen. Dort wurde auch eine Skulptur aufgestellt und eine Inschriften-Tafel angebracht, auf der steht „Er suchte die Freiheit und fand den Tod“.